# Lotus creticus
Lotus creticus — вид рослин родини бобові (Fabaceae). Вид відсутній на Криті, але помилково названий на честь острова.

## Морфологія

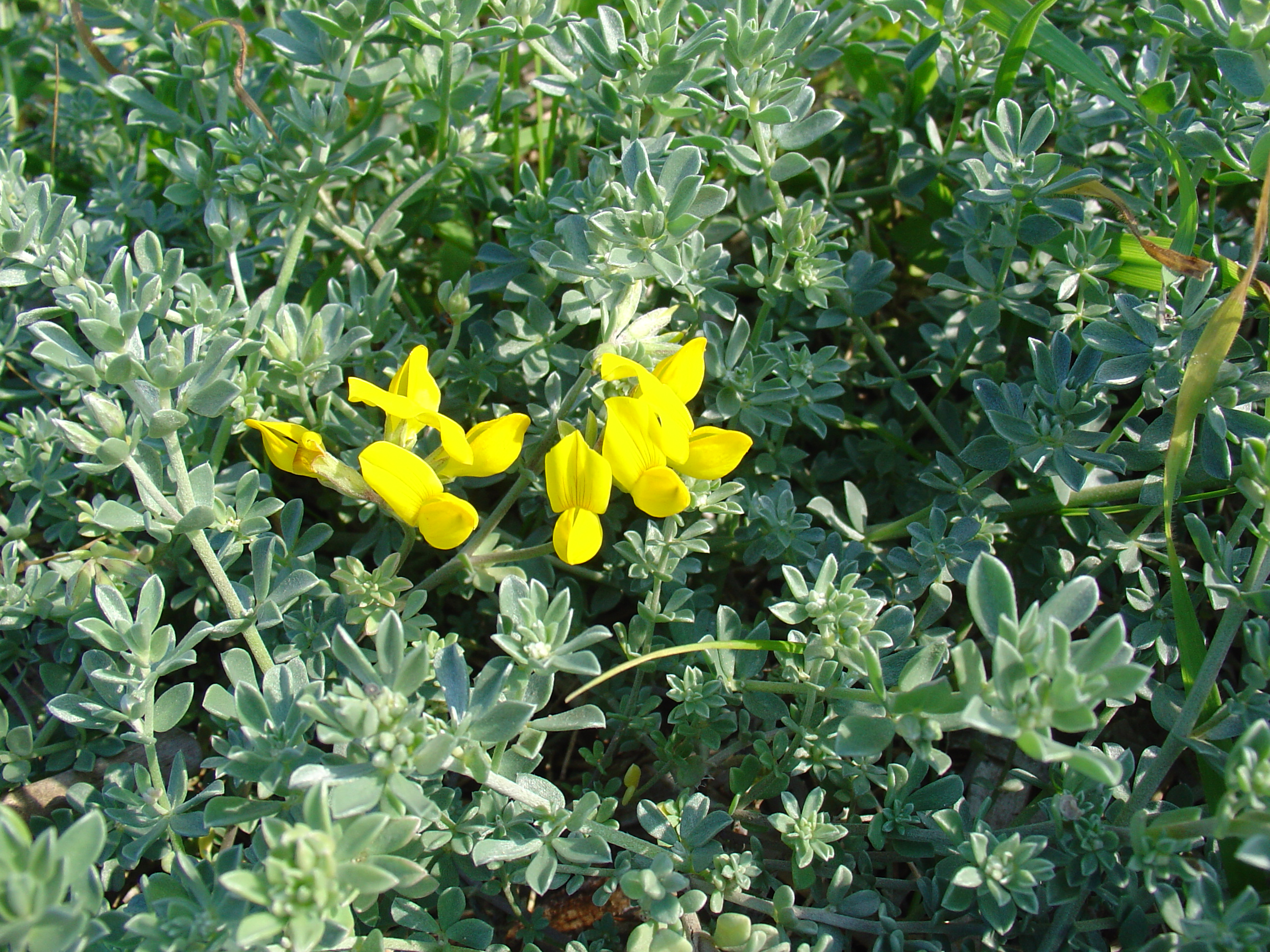

Багаторічна рослина від 30 до 60 сантиметрів висотою. Стебло стелеться або прямостояче, волохате і деревне при основі. Листя від 7 до 18 мм в довжину і щільно сріблясто-волохате. Від трьох до шести квітів утворюють кластер. Чаша від 7,5 до 9 міліметрів. Корона від 12 до 18 міліметрів і яскраво-жовта. Плоди до 4 сантиметрів у довжину, циліндричні стручки.

## Поширення, біологія
Країни поширення: Алжир [пн.]; Єгипет; Лівія [пн.]; Марокко; Туніс; Єгипет - Синай; Ізраїль; Греція [о. Кос]; Італія [пд. і Сицилія]; Португалія [вкл. Азорські острови]; Гібралтар; Іспанія [вкл. Канарські острови]. Росте переважно на піщаних пляжах.
Період цвітіння триває з березня по червень.